# Entypesa nebulosa
Entypesa nebulosa is een spinnensoort in de taxonomische indeling van de Entypesidae. 
Entypesa nebulosa werd in 1902 beschreven door Simon.